# Río Yacuambi
Le Río Yacuambi est un affluent gauche du Río Zamora, long de 83 km, dans la province de Zamora Chinchipe au sud-est de l'Équateur. Dans son cours supérieur, la rivière porte également le nom de Río Culebrillas, Río Espadillas, Río Zabala et Río Tutupali.

## Cours de la rivière
Le Río Yacuambi prend sa source sur le flanc oriental de la Cordillère Orientale. Le cours de la rivière commence dans un petit lac de montagne situé à environ 3450 m d'altitude. Le Río Yacuambi s'écoule principalement vers le sud à travers le pays montagneux. Sur les 50 premiers kilomètres, une route principale longe le cours d'eau. Au kilomètre 45, il passe par la commune 28 de Mayo. Plusieurs villages et agglomérations se trouvent en particulier le long du cours inférieur. Le Río Yacuambi se jette finalement dans le Río Zamora à 20 km au nord-nord-est de Zamora. La route nationale E45 (Zamora– Macas ) traverse le fleuve à La Saquea, à un peu moins de 2 kilomètres en amont de l'embouchure. Quelques mètres en aval se trouve un pont suspendu, une opportunité photographique très apprécié des touristes.
Le Río Yacuambi draine environ 1500 km² sur le flanc oriental de la Cordillera Real au sud-est de l'Equateur.